# Wapen van Geel

Het wapen van Geel

Het wapen van Geel is het heraldisch wapen van de Antwerpse stad Geel. Het wapen werd op 15 september 1841 per Koninklijk Besluit aan de gemeente toegekend. Het wapen is sindsdien in licht gewijzigde vorm in gebruik gebleven.

## Blazoenering
De eerste blazoenering van het wapen van Geel luidt als volgt:
Eenen gulden schild met dry roode staecken, het eerste perk met bespikkeld hermelynvel van negen stukken, 3, 3 en 3, den schild omzet met zilveren beerenklauwbladeren en gedekt met eenen koekoek naar het leven.
De huidige blazoenering luidt als volgt:
In goud drie palen van keel en een vrijkwartier van zilver beladen met negen hermelijnstaartjes 3, 3 en 3 geplaatst. Het schild getopt met een koekoek van natuurlijke kleur en geplaatst tussen twee onderaan gekruiste acanthustwijgen van zilver.
De wapens zijn beide geheel goud van kleur met daarop drie rode verticale banen. Rechts bovenin, voor de kijker links, staat een zilver vak met daarin drie keer drie zwarte hermelijnstaartjes. Omdat het een vrijkwartier betreft mag het elke kleur zijn, terwijl normaal gesproken metaal geen metaal mag raken. Op het schild geen kroon, maar een koekoek in natuurlijke kleuren. Om het schild heen twee zilveren acantustakken.
Het enige verschil in de twee versies is de plaatsing van de koekoek. Bij het oude wapen kan die ook op de acanthusbladeren geplaatst worden, terwijl die bij het huidige wapen op het schild hoort te staan.

## Geschiedenis
De basis van het wapen van Geel is dat van de familie Berthout. Het Land van Geel was voor de vroege middeleeuwen in het bezit van deze familie, meer specifiek van de Geels-Duffelse tak. Deze tak voerde het Berthoutse wapen met een hermelijnen vrijkwartier. Geels kreeg van Hendrik I van Berthout vrijheidsrechten en tussen 1247-1271 werden deze rechten uitgrebried met een drossaard en zeven schepenen in de schepenbank van Befferene in Mechelen.
Het oudste bekende zegel, met dit wapen, is van een zegel uit 1311. Ook op dit wapen staat een vogel. Het zegel bleef tot het einde van het ancien régime in gebruik. Het omkranste wapen komt ook voor op een matrijs uit de 17e eeuw. De schepenzegels vertonen de acanthusbladeren niet. 17e-eeuwse afbeeldingen die ook het wapen tonen, tonen dit met de koekoek in het vrijkwartier, in plaats van staande op het schild.
Bij de verlening van het wapen in 1841 plaatste men de vogel op de acanthusbladeren. Bij de wijziging van het wapen werd de vogel, gelijk aan de schepenzegels, op het schild zelf geplaatst, tussen de acanthusbladeren.

## Verwante wapens
De volgende wapens zijn op historische gronden te vergelijken met het wapen van Geel:

Het wapen van de familie Berthout
Het wapen van Aartselaar
Het wapen van Duffel
Het wapen van Laakdal
Het wapen van Retie